# Paris–Tours 1930
Paris–Tours 1930 war die 25. Austragung von Paris–Tours, ein französisches Eintagesrennen im Straßenradsport. Es wurde am 4. Mai 1930 über eine Distanz von 253 km von der französischen Hauptstadt Paris nach Tours im Départements Indre-et-Loire ausgetragen. Sieger wurde Jean Maréchal aus Frankreich.

## Rennen
68 Radrennfahrer traten zum Rennen auf einem flachen Kurs an. Aus dem großen Hauptfeld konnten sich Jean Maréchal und Marcel Bidot 14 Kilometer vor dem Ziel am Anstieg in Azay-sur-Cher lösen. Danach kamen 26 Fahrer zeitgleich ins Ziel. 28 Fahrer erreichten das Ziel in Tours, darunter der Vorjahressieger Nicolas Frantz aus Luxemburg.

## Ergebnis
| Platz | Fahrer                   | Team            | Zeit              |
| ----- | ------------------------ | --------------- | ----------------- |
| 1.    | Jean Maréchal            | Colin–Wolber    | 7: 00: 25 Stunden |
| 2.    | Marcel Bidot             | Alcyon–Dunlop   | gl. Zeit          |
| 3.    | Frans Bonduel            | Dilecta–Wolber  | + 0: 48 Min.      |
| 4.    | Bernard Van Rysselberghe | Dilecta–Wolber  | gl. Zeit          |
| 5.    | Charles Pélissier        | Dilecta–Wolber  | gl. Zeit          |
| 6.    | Georges Ronsse           | La Française    | gl. Zeit          |
| 7.    | Pierre Magne             | Alleliua–Wolber | gl. Zeit          |
| 8.    | Hector Martin            | Elvish          | gl. Zeit          |
| 9.    | Jules Merviel            | Alleliua–Wolber | gl. Zeit          |
| 10.   | Jean Aerts               | Fontan          | gl. Zeit          |